# Persone di nome Paul/Cestisti
| Questa pagina contiene informazioni ricavate automaticamente dalle voci biografiche con l'ausilio del template Bio e di un bot. L'aggiornamento è periodico e automatico e ricostruisce completamente la pagina. Se manca una persona in questa lista, sei pregato di non aggiungerla, ma accertati piuttosto che la sua voce biografica contenga il template Bio e che i dati anagrafici siano correttamente compilati. Se il template Bio manca, inseriscilo tu stesso o, in alternativa, metti l'avviso {{tmp\|Bio}} che ne segnala la mancanza. Se i dati riportati sono sbagliati, correggi direttamente la voce biografica; le modifiche saranno visibili in questa lista entro pochi giorni. Per chiarimenti vedi il progetto antroponimi. La lista contiene solo le 81 persone che sono citate nell'enciclopedia e per le quali è stato implementato correttamente il template Bio. Pagina aggiornata al 22 lug 2025. |

Questa è una lista di persone presenti nell'enciclopedia che hanno il nome Paul e sono cestisti.

## A(3)
- Paul Arizin, cestista statunitense (Filadelfia, n. 1928 - Springfield, † 2006)
- Curly Armstrong, cestista e allenatore di pallacanestro statunitense (n. 1918 - Fort Wayne, † 1983)
- Paul Khouri, ex cestista libanese (Beirut, n. 1968)

## B(4)
- Paul Besson, ex cestista e allenatore di pallacanestro francese (Vichy, n. 1945)
- Paul Biligha, cestista italiano (Perugia, n. 1990)
- Paul Birch, cestista e allenatore di pallacanestro statunitense (Homestead, n. 1910 - Pittsburgh, † 1982)
- Paul Burke, ex cestista e allenatore di pallacanestro statunitense (Wyncote, n. 1972)

## C(4)
- Paul Carter, ex cestista statunitense (Los Angeles, n. 1987)
- Paul Chaumont, cestista francese (Biganos, n. 1921 - Plaisir, † 2011)
- Paul Cloyd, cestista e allenatore di pallacanestro statunitense (Madison, n. 1920 - Beaver Dam, † 2005)
- Doug Collins, ex cestista, allenatore di pallacanestro e dirigente sportivo statunitense (Christopher, n. 1951)

## D(4)
- Paul Davis, ex cestista statunitense (Detroit, n. 1984)
- Paul Dawkins, cestista statunitense (Saginaw, n. 1957 - Dallas, † 2019)
- Paul Delaney, cestista statunitense (Decatur, n. 1986)
- Paul Lee, cestista filippino (Manila, n. 1989)

## E(2)
- Paul Eboua, cestista camerunese (Yaoundé, n. 2000)
- Paul Endacott, cestista statunitense (Lawrence, n. 1902 - Bartlesville, † 1997)

## F(1)
- Paul Fortier, ex cestista e allenatore di pallacanestro statunitense (San Francisco, n. 1964)

## G(6)
- Paul George, cestista statunitense (Palmdale, n. 1990)
- Paul Gordon, cestista statunitense (Baltimora, n. 1927 - Saddle River, † 2002)
- Paul Graham, ex cestista statunitense (Filadelfia, n. 1967)
- Paul Grant, ex cestista e allenatore di pallacanestro statunitense (Pittsburgh, n. 1974)
- Paul Gravet, cestista francese (Nantes, n. 1995)
- Paul Griffin, ex cestista statunitense (Shelby, n. 1954)

## H(7)
- PJ Hall, cestista statunitense (Spartanburg, n. 2002)
- Paul Harris, cestista statunitense (Niagara Falls, n. 1986)
- Paul Henare, ex cestista e allenatore di pallacanestro neozelandese (Napier, n. 1979)
- Paul Herman, cestista statunitense (n. 1921 - Wheeling, † 1972)
- Paul Hoffman, cestista e dirigente sportivo statunitense (Jasper, n. 1925 - Baltimora, † 1998)
- Paul Hogue, cestista statunitense (Knoxville, n. 1940 - Cincinnati, † 2009)
- Paul Huston, cestista statunitense (Xenia, n. 1925 - Canton, † 1992)

## J(2)
- Paul Judson, cestista e allenatore di pallacanestro statunitense (Hebron, n. 1934 - West Dundee, † 2023)
- Paul Juntunen, cestista statunitense (Sault Ste. Marie, n. 1921 - Pensacola, † 2004)

## K(1)
- Paul Kuiper, ex cestista australiano (Cessnock, n. 1963)

## L(4)
- Paul Lacombe, cestista francese (Vénissieux, n. 1990)
- Paul Larmand, ex cestista canadese (Tiny Township, n. 1980)
- Tanner Leissner, cestista statunitense (San Antonio, n. 1995)
- Paul Long, ex cestista statunitense (Louisville, n. 1944)

## M(8)
- Paul Marigney, ex cestista statunitense (Oakland, n. 1983)
- Paul McCracken, ex cestista statunitense (New York, n. 1950)
- Paul McPherson, ex cestista statunitense (Chicago, n. 1978)
- Bucky McConnell, cestista statunitense (n. 1928 - † 2019)
- Paul Miller, ex cestista statunitense (Jefferson City, n. 1982)
- Paul Millsap, ex cestista statunitense (Monroe, n. 1985)
- Paul Mokeski, ex cestista, allenatore di pallacanestro e dirigente sportivo statunitense (Spokane, n. 1957)
- Pete Mount, cestista statunitense (Lebanon, n. 1925 - Lebanon, † 1990)

## N(5)
- Paul Napolitano, cestista statunitense (Clayton, n. 1923 - Martinez, † 1997)
- Paul Neumann, ex cestista statunitense (n. 1938)
- Paul Noel, cestista statunitense (Midway, n. 1924 - Versailles, † 2005)
- Paul Nolen, cestista statunitense (Tulia, n. 1929 - Fort Worth, † 2009)
- Paul Nowak, cestista statunitense (South Bend, n. 1914 - St. Petersburg, † 1982)

## P(2)
- Paul Pierce, ex cestista statunitense (Oakland, n. 1977)
- Paul Pressey, ex cestista e allenatore di pallacanestro statunitense (Richmond, n. 1958)

## R(6)
- Paul Reed, cestista statunitense (Orlando, n. 1999)
- Paul Rees, ex cestista australiano (Timboon, n. 1969)
- Paul Rigot, cestista francese (Le Mans, n. 1995)
- Paul Rogers, ex cestista australiano (Adelaide, n. 1973)
- Paul Ruffner, cestista statunitense (Downey, n. 1948 - Provo, † 2022)
- Paul Rundell, cestista e allenatore di pallacanestro statunitense (n. 1925 - Raleigh, † 2005)

## S(9)
- Paul Scranton, ex cestista statunitense (Los Angeles, n. 1944)
- Paul Scruggs, cestista statunitense (Indianapolis, n. 1998)
- Paul Seymour, cestista e allenatore di pallacanestro statunitense (Toledo, n. 1928 - Jensen Beach, † 1998)
- Paul Shirley, ex cestista statunitense (Redwood City, n. 1977)
- Paul Silas, cestista e allenatore di pallacanestro statunitense (Prescott, n. 1943 - Denver, † 2022)
- Paul Sokody, cestista statunitense (Elgin, n. 1914 - Elgin, † 1992)
- Paul Stoll, cestista statunitense (Lansing, n. 1985)
- Paul Stovall, cestista statunitense (Wichita, n. 1948 - San Diego, † 1978)
- Paul Sturgess, ex cestista britannico (Loughborough, n. 1987)

## T(3)
- Paul Thompson, ex cestista statunitense (Smyrna, n. 1961)
- Paul Tobin, cestista statunitense (Paterson, n. 1909 - Akron, † 2003)
- Paul Turpin, cestista francese (Pau, n. 1993)

## U(1)
- Paul Unruh, cestista statunitense (Hammond, n. 1928 - Peoria, † 2023)

## V(1)
- Paul Vrind, cestista olandese (L'Aia, n. 1968 - Gand, † 2009)

## W(7)
- Paul Walther, cestista statunitense (Covington, n. 1927 - Atlanta, † 2014)
- P.J. Washington, cestista statunitense (Louisville, n. 1998)
- Paul Watson, cestista statunitense (Phoenix, n. 1994)
- Paul Westphal, cestista e allenatore di pallacanestro statunitense (Torrance, n. 1950 - Scottsdale, † 2021)
- Paul White, cestista statunitense (Chicago, n. 1995)
- Paul Widowitz, cestista statunitense (Pittsburgh, n. 1917 - Wixom, † 2007)
- Paora Winitana, ex cestista neozelandese (Hastings, n. 1976)

## Z(1)
- Paul Zipser, cestista tedesco (Heidelberg, n. 1994)